# Маслюк, Михаил Григорьевич
Михаи́л Григо́рьевич Маслю́к (укр. Михайло Григорович Маслюк; 14 января 1918 — 28 октября 1995, Жмеринка, Винницкая область, Украина) — советский и украинский механик, музыкант, поэт, автор оригинальных часов и музыкальных инструментов, фотограф, мастер микроминиатюры, Заслуженный мастер народного творчества УССР (1966).

## Биография
Михаил Маслюк родился в селе Рыжавка Винницкой области. С раннего детства Михаил наблюдал, как его отец всегда был занят работой, ремонтировал и возвращал к жизни старые вещи. В этом деле и захотел попробовать свои силы и Михаил. В 8 лет изготавливал миниатюрные музыкальные инструменты, чинил керосиновые лампы. Впоследствии это стало большим толчком к выбором будущей работы. Увлечённость в будущем часами зародилось из детства. В доме, в котором жил Михаил, на стене висели часы, и однажды они остановились, родители строго запретили трогать часы, но всё же интерес взял своё. Когда родителей не оказалось дома, Михаил снял часы и, увидев внутри механизма, что муха застряла среди шестерен, вынул муху, и часы вновь стали ходить. С этого момента вся интересная и насыщенная творчеством жизнь только начиналась. Осенью 1939 года был призван в армию в танковую часть. Был ранен, один из гвоздей, которыми были подбиты военные сапоги, вонзился Михаилу в ногу, и, что интересно, с этим гвоздем в ноге Михаил прожил всю жизнь. Врачи говорили, что опасно вынимать гвозди, так как можно задеть важные артерии. Окончание войны встретил в Праге. После войны его всегда тянуло к творчеству. Ремонтировал сложнейшие механизмы часов, возвращал к жизни музыкальные инструменты, играл в любительских оркестрах. Но главный интерес был к миниатюре. Большой интерес был и к электромоторам. Первый был размером с напёрсток, все последующие моторы были гораздо меньших размеров. Первый мировой рекорд был побит Михаилом в 1961 году, когда американцы изготовили мотор диаметром 0.5 мм, а он сделал размером 0.45 мм. Об этом достижении писали многие зарубежные журналы. Последний же мотор был всего лишь с толщиной с человеческий волос, по объёму меньше макового зерна в 100 раз. В Москве Михаил был награждён большой серебряной медалью на ВДНХ. Блоха тоже была очень интересно подкована, несколькими подковами тут не обошлось, каждая лапка была обмотана золотой цепочкой и в конце всё закрывалось на маленький замочек с ключиком. Интересный случай был с карманными часами. Из Киева приехал человек к Михаилу и привёз карманные часы. Рассказал, что это часы отца, воевавшего на войне, мастера в Киеве сказали, что их уже невозможно отремонтировать: «Даём 99,9 %, что их никто не сделает». На это Михаил сказал: «Зайдите ко мне через неделю». И вот часам было возвращена жизнь. Казалось, что золотые руки могут всё восстановить.
Михаил играл на многих музыкальных инструментах, увлекался фотографией. Встроил в трость фотоаппарат и, прогуливаясь по городу, делал снимки, нажав на кнопку на трости, позже эту трость приобрел музей. Самый крошечный фотоаппарат Михаила сейчас находится в Московском Политехническом музее на постоянной выставке, его размер можно сравнить с горошиной. Занимался резьбой по дереву, камню. Был изготовлен интересный музыкальный инструмент — гитара с тремя грифами. Можно было играть на гитаре, мандолине и на домре.

## Музыка
Когда Михаила Григорьевича спрашивали, что он больше всего любит, то отвечал «Музыку и механику». Михаил с детства пытал интерес к игре на музыкальных инструментах. К 30 годам играл на: гитаре, балалайке, мандолине, аккордеоне, баяне, трубе, фортепиано. Но самую большую любовь испытывал к скрипке. После окончания войны сочинил марш «Победа».

## Часы
Интерес к часам был велик на протяжении всей жизни. Изготавливал механизмы собственной конструкции, принцип действия которых не смогли разгадать на Московском часовом заводе. Часы, изготовленные Михаилом Григорьевичем: часы с музыкой — настольные часы с тремя картинками которые в определенное время поворачивались на 90 % и к каждой картинке играла соответствующая музыка. Они были переданы в музей подарков Сталина 1953 году. Настенные часы с двумя маятниками. Электрические часы с механическим подзаводом. Они автоматически заводятся каждый час, что способствует более равномерному движению маятника. Часы-маятник. В диске маятника вмонтирован механизм. Неизвестно где они заводятся и что качает маятник. Их смотрели сотрудники 2-го Московского часового завода и не поняли принцип их действия. Большие настенные часы с полуметровым маятником, приводятся в движение от маленького будильника. В часах с коническим вращением маятника изменил конструкцию, вследствие чего они стали более точно идти. Настенные часы с выведенным на циферблат большим анкерным колесом в 120 зубьев. Надо заметить, что самое большое количество зубьев анкерного колеса не превышало 40. Настенные часы, показывающие время в 70-ти городах мира. Настенные часы, у которых качающийся маятник расположен не внизу, как обычно, а сверху. Самые большие двухметровые часы изготовлены на базе анкерного колеса башенных часов. Все их узлы, включая анкерную вилку, на шарикоподшипниках. Период маятника: 28 колебаний. Из серии карманных часов изготовил часы, которые заводятся раз в 10 суток. Часы с боем, которых во все мире насчитываются единицы. Часы-термометр. Часы-компас. Часы, показывающие время в 35 городах мира. Часы, у которых стрелки вращаются не вокруг своей оси, а по дуге. Часы, у которых вместо часовой стрелки вращается часть земного шара, а вместо минутной — искусственный спутник. В футляре карманных часов разместил маленькие ходики. В любом положении ходики идут. Часы с музыкой «Подмосковные вечера»

## Микроминиатюра
Самым главным увлечением, благодаря которому Михаил Григорьевич стол известным на всю страну и за её пределами стала микроминиатюра. Нужно было иметь необыкновенную силу воли и терпение, чтобы изготовить предметы столь малых размеров. Самые сложные свои работы Михаил Григорьевич изготовил между ударами сердца. Благодаря такой технике было создано работы, которые до сих пор вызывают у всех вопрос — как это возможно сделать? Изготовленные микроминиатюры: микроэлектромотор объёмом 0.016 куб. мм. Выставка на срезе макового зерна — 70 предметов из золота. Выставка на поперечном срезе волоса — 70 предметов из золота и серебра. Трактор с двумя прицепами вмонтирован на поперечном срезе волоса. Паровоз размером с маковое зерно из 22 деталей. Паровоз в миллион раз меньше от макового семени, размер 25х8х5 микрон. Тепловоз из 15 вагонов длинной 0.6 мм, выезжает из «тоннеля» человеческого волоса. Паровой двигатель действующий, размер не превышает наперсток. Книга с двумя стихами Пушкина, таких книжек можно было разместить в маковом зерне 60 штук.